# Поезд в Пусан
«По́езд в Пуса́н» (кор. 부산행, 釜山行, Пусанхэн) — южнокорейский боевик о зомби 2016 года режиссёра, сценариста и мультипликатора Ён Сан Хо. Действие фильма происходит во время зомби апокалипсиса в Южной Корее, с большими жертвами в поезде Корейской высокоскоростной железной дороги.
Премьера фильма состоялась 13 мая 2016 года на Каннском кинофестивале, вне конкурсной программы, в рамках «Полуночных показов» (Midnight Screenings). В Южной Корее фильм вышел в прокат 20 июля 2016 года. В России фильм вышел в прокат 24 ноября 2016 года, представлен кинопрокатной компанией «ПРОвзгляд». Фильм стал самым кассовым в Южной Корее в 2016 году.

## Сюжет
В секретной лаборатории происходит утечка неизвестного вируса. Одной из первых заражённых оказывается лань, которую случайно сбивает водитель грузовика. После столкновения животное встаёт как ни в чём не бывало, но с более устрашающим видом и с полностью белыми глазами, что и будет видом зомби в фильме.
Главный герой фильма, менеджер Сок У — циничный трудоголик и разведённый отец малолетней дочери Су Ан. 

Су Ан на свой день рождения хочет повидаться с матерью, живущей в Пусане на юге страны. Сок У сначала отказывает дочери в поездке, но вечером смотрит видеозапись утренника в школе: Су Ан пытается спеть песенку, но сбивается и замолкает. Сок У отменяет свои завтрашние дела и рано утром едет с дочерью на вокзал Сеула; они видят по дороге пожарные машины и пожар в небоскребе. Герои садятся в поезд линии Кёнбусон.
Вместе с Сок У на поезде также едут: Юн Сан Хва со своей беременной женой Сон Гён, богатый бизнесмен Ён Сок, бейсбольная команда, в том числе игрок Мин Ён Гук и его подруга — черлидер Ким Джин Хи, пожилые сёстры Ин Гиль и Чон Гиль, а также бездомный безбилетный пассажир, который прячется в туалете. Во время отправления поезда зомби успевают вторгнуться в вокзал, после чего происходят нападения и попытки вторгнуться в поезд; в последний вагон успевает заскочить укушенная женщина, которой становится плохо; позже и она превращается в зомби и кусает проводницу — таким образом, инфекция стремительно распространяется по поезду.
Герои вынуждены бежать от зомби в один из вагонов ближе к голове поезда: хотя от заражённых пассажиров в последних вагонах их отделяет только стеклянная дверь, герои выясняют, что зомби не могут открыть её. Благодаря интернету и телефонным звонкам становится известно, что сильно участились случаи внезапной агрессии и бешенства у людей, а также, что эпидемия вместе с массовыми беспорядками распространяется по стране на юг.
Поезд должен доехать до безопасной станции Тэджон, где уцелевших пассажиров примут военные. Тем не менее, обнаруживается, что и Тэджон охвачен эпидемией — герои вынуждены спасаться от толпы солдат-зомби. Пассажиры оказываются разбросанными по разным вагонам, прячась в туалетах и переговариваясь по мобильным телефонам. Сок У узнаёт по телефону, что его компания косвенно причастна к катастрофе; однако есть и хорошая новость — военным удалось создать безопасную зону на юге страны, у Пусана. Сок У, Сан Хва и Ён Гук решают пробиваться к Су Ан, Сон Гён, Ин Гиль и бездомному; при этом им приходится преодолеть несколько набитых зомби вагонов, используя ловкость и смекалку. Все вместе они выбираются в безопасный вагон в голове поезда, в котором Ён Сок уговаривает остальных не открывать выжившим дверь. Погибает Сан Хва, который пожертвовал собой ради спасения беременной жены и остальных, а также Ин Гиль, не успев пробраться в безопасную зону. Ён Сок продолжает настраивать не заражённых пассажиров переднего вагона против героев, и запирает их в переднем тамбуре вместе с Джин Хи. Чон Гиль, расстроенная из-за гибели сестры и ужасаясь эгоизмом выживших людей, открывает зомби дверь, и они врываются в вагон, убивая Чон Гиль и других — только Ён Сок и проводник успевают спрятаться в туалете.
На вокзале Тэгу обнаруживается, что пути перекрыты сошедшими с рельс поездами, набитыми зомби, и дальше двигаться не получится. Машинист решает искать другой поезд, чтобы на нём добраться до безопасного Пусана. Ён Сок предаёт проводника и бежит из поезда. Ён Гук и Джин Хи разбивают окно другого поезда, а Ён Сок пробравшись к школьникам, сталкивает девушку к зомби, от чего она заражается. Ён Гук в горе обнимает свою девушку и становится жертвой её заражённого укуса.
Внезапно происходит крушение неуправляемого локомотива, герои попадают в завал и вынуждены из него выбираться. Бездомный жертвует собой ради спасения Сок У, Су Ан и Сон Гён, а Ён Сок бросает машиниста. В итоге на отходящем от вокзала Тэгу локомотиве оказываются всего четверо: Сок У, Су Ан, Сон Гён и Ён Сок. Ён Сок заражён и медленно превращается в зомби; Сок У удаётся столкнуть его с локомотива, подставив руку под укус. Поняв, что скоро и он превратится в зомби, Сок У запирает дочь и Сон Гён в кабине машиниста и падает с локомотива полузаражённым. Су Ан и Сон Гён доезжают до туннеля на юге, где перед завалом останавливают локомотив. Оказывается, что тёмный туннель охраняют солдаты — они целятся в героинь для ликвидации по приказу генерала, принимая их за зомби, но едва услышав песню Су Ан, которую она пела на школьном утреннике, сразу опускают оружие и бегут оказывать помощь, на чём фильм и заканчивается.

## В ролях
- Кон Ю — Сок У, руководитель фонда
- Ма Дон Сок — Сан Хва, муж Сон Гён
- Чон Ю Ми — Сон Гён, беременная женщина
- Ким Су Ан — Су Ан, дочь Сок У
- Ким Ый Сон — Ён Сок, богатый бизнесмен
- Чхве У Сик — Ён Гук, спортсмен
- Ан Со Хи — Джин Хи, черлидер, подруга Ён Гука
- Чхве Гви Хва — безбилетный пассажир, бездомный
- Чон Сок Ён — машинист поезда
- Е Су Джон — Ин Гиль

## Производство

### Разработка
Для мультипликатора Ён Сан Хо это первый полнометражный фильм в качестве режиссёра.

### Кастинг
Один из продюсеров «Поезда в Пусан» работал над предыдущим фильмом Гон Ю «Мужчина и женщина». Ему так понравилось работать с ним, что впоследствии он предложил его кандидатуру режиссёру Ён Сан Хо.
Изначально у героя Кон Ю должен был быть сын, но когда режиссёр увидел прослушивание Ким Су Ан, она так впечатлила его, что он изменил пол персонажа, чтобы она смогла сыграть в фильме.

### Съёмки
Съёмки проходили с апреля по август 2015 года на различных станциях Тэджона, Чхонана и Восточного Тэгу.

## Кассовые сборы
«Поезд в Пусан» собрал 92,6 млн долларов по всему миру. Он стал самым кассовым корейским фильмом в Малайзии (собрав 4,84 млн долл.), Гонконге (8,52 млн долл.) и Сингапуре (3,1 млн долл.). В Южной Корее фильм посмотрело свыше 11 млн зрителей.

## Критика
Фильм получил положительные отзывы кинокритиков. На сайте Rotten Tomatoes фильм имеет рейтинг 94 % на основе 114 рецензий со средним баллом 7,57 из 10. На сайте Metacritic фильм имеет оценку 72 из 100 на основе 15 рецензий критиков, что соответствует статусу «в целом положительные отзывы».
В России «Поезд в Пусан» также получил в целом положительные реакции критиков. Ряд русскоязычных обозревателей увидел в фильме социальную и даже политическую притчу: так, в рецензии для газеты «Коммерсантъ» Михаил Трофименков увидел в фильме новое воплощение характерного для зомби-ужасов политического подтекста, «болезненный переход от социал-дарвинизма к коллективизму», и уподобил безопасную зону в конце фильма КНДР. Антон Долин в рецензии для Вести ФМ прямо назвал фильм социальной притчей «о том, как реагировать на массовое безумие», а обозреватель «Афиши» Станислав Зельвенский посчитал зомби-вирус «прямолинейной социальной и даже политической метафорой», хорошо понятной участникам массовых протестов в Южной Корее: по мнению Зельвенского, как главный герой, так и главный антагонист — «акулы капитализма», осознающие, что от «народного гнева» их не спасут ни полиция, ни армия.

## Награды и номинации
| Дата | Награда                                      | Категория                                             | Номинант                                    | Результат | Примечания           |
| ---- | -------------------------------------------- | ----------------------------------------------------- | ------------------------------------------- | --------- | -------------------- |
| 2016 | Кинопремия «Голубой дракон»                  | Лучший фильм                                          | Поезд в Пусан                               | Номинация | [ 22 ] [ 23 ]        |
| 2016 | Кинопремия «Голубой дракон»                  | Лучший актёр второго плана                            | Ким Ый Сон                                  | Номинация | [ 22 ] [ 23 ]        |
| 2016 | Кинопремия «Голубой дракон»                  | Лучший актёр второго плана                            | Ма Дон Сок                                  | Номинация | [ 22 ] [ 23 ]        |
| 2016 | Кинопремия «Голубой дракон»                  | Лучшая актриса второго плана                          | Чон Ю Ми                                    | Номинация | [ 22 ] [ 23 ]        |
| 2016 | Кинопремия «Голубой дракон»                  | Лучший режиссёрский дебют                             | Ён Сан Хо                                   | Номинация | [ 22 ] [ 23 ]        |
| 2016 | Кинопремия «Голубой дракон»                  | Лучший художник                                       | Ли Мок-вон                                  | Номинация | [ 22 ] [ 23 ]        |
| 2016 | Кинопремия «Голубой дракон»                  | Лучший сценарий                                       | Пак Чу Сок                                  | Номинация | [ 22 ] [ 23 ]        |
| 2016 | Кинопремия «Голубой дракон»                  | Лучший монтаж                                         | Ян Джин Мо                                  | Номинация | [ 22 ] [ 23 ]        |
| 2016 | Кинопремия «Голубой дракон»                  | Лучшая операторская работа                            | Ли Хён Док                                  | Номинация | [ 22 ] [ 23 ]        |
| 2016 | Кинопремия «Голубой дракон»                  | Лучшее освещение                                      | Пак Чжон У                                  | Номинация | [ 22 ] [ 23 ]        |
| 2016 | Кинопремия «Голубой дракон»                  | Техническая награда                                   | Квак Тхэ Ян и Хван Хё Гюн (special make-up) | Победа    | [ 22 ] [ 23 ]        |
| 2016 | Кинопремия «Голубой дракон»                  | Приз зрительских симпатий за самый популярный фильм   | Поезд в Пусан                               | Победа    | [ 22 ] [ 23 ]        |
| 2016 | Buil Film Awards                             | Лучший фильм                                          | Поезд в Пусан                               | Номинация | [ 24 ] [ 25 ] [ 26 ] |
| 2016 | Buil Film Awards                             | Лучший актёр второго плана                            | Ким Ый Сон                                  | Победа    | [ 24 ] [ 25 ] [ 26 ] |
| 2016 | Buil Film Awards                             | Лучшая актриса второго плана                          | Чон Ю Ми                                    | Номинация | [ 24 ] [ 25 ] [ 26 ] |
| 2016 | Buil Film Awards                             | Лучшая операторская работа                            | Ли Хён Док                                  | Номинация | [ 24 ] [ 25 ] [ 26 ] |
| 2016 | Buil Film Awards                             | Лучший художник                                       | Ли Мок Вон                                  | Номинация | [ 24 ] [ 25 ] [ 26 ] |
| 2016 | Buil Film Awards                             | Премия имени Ю Хён Мока                               | Ён Сан Хо                                   | Победа    | [ 24 ] [ 25 ] [ 26 ] |
| 2016 | Korean Association of Film Critics Awards    | Техническая награда                                   | Поезд в Пусан                               | Победа    | [ 27 ]               |
| 2016 | Sitges International Fantastic Film Festival | Лучший режиссёр                                       | Ён Сан Хо                                   | Победа    | [ 28 ]               |
| 2016 | Sitges International Fantastic Film Festival | Лучшие спецэффекты                                    | Поезд в Пусан                               | Победа    | [ 28 ]               |
| 2016 | Fantasia                                     | Cheval Noir за лучший фильм                           | Поезд в Пусан                               | Победа    | [ 29 ]               |
| 2016 | Fantasia                                     | Зрительская награда за лучший азиатский фильм         | Поезд в Пусан                               | Победа    | [ 29 ]               |
| 2017 | Азиатская кинопремия                         | Лучший актёр                                          | Кон Ю                                       | Номинация | [ 30 ] [ 31 ]        |
| 2017 | Азиатская кинопремия                         | Лучший актёр второго плана                            | Ма Дон Сок                                  | Номинация | [ 30 ] [ 31 ]        |
| 2017 | Азиатская кинопремия                         | Лучший монтаж                                         | Ян Джин Мо                                  | Номинация | [ 30 ] [ 31 ]        |
| 2017 | Азиатская кинопремия                         | Лучшие визуальные эффекты                             | Хван Чжон Ым                                | Номинация | [ 30 ] [ 31 ]        |
| 2017 | Азиатская кинопремия                         | Лучший дизайн костюмов                                | Квон Ю Джин и Рим Сын Хи                    | Номинация | [ 30 ] [ 31 ]        |
| 2017 | Fangoria Chainsaw Awards                     | Лучший иностранный фильм                              | Поезд в Пусан                               | Победа    | [ 32 ]               |
| 2017 | Fangoria Chainsaw Awards                     | Лучший актёр                                          | Кон Ю                                       | Номинация | [ 32 ]               |
| 2017 | Премия «Сатурн»                              | Лучший фильм ужасов                                   | Поезд в Пусан                               | Номинация | [ 33 ]               |
| 2017 | Baeksang Arts Awards                         | Лучший фильм                                          | Поезд в Пусан                               | Номинация | [ 34 ] [ 35 ]        |
| 2017 | Baeksang Arts Awards                         | Лучший актёр второго плана                            | Ким Ый Сон                                  | Победа    | [ 34 ] [ 35 ]        |
| 2017 | Baeksang Arts Awards                         | Лучший актёр второго плана                            | Ма Дон Сок                                  | Номинация | [ 34 ] [ 35 ]        |
| 2017 | Baeksang Arts Awards                         | Лучший режиссёрский дебют                             | Ён Сан Хо                                   | Победа    | [ 34 ] [ 35 ]        |
| 2017 | Chunsa Film Awards                           | Техническая награда                                   | Квак Тхэ Ян                                 | Победа    | [ 36 ]               |
| 2017 | Chunsa Film Awards                           | Специальный приз зрительских симпатий за лучший фильм | Поезд в Пусан                               | Победа    | [ 36 ]               |
| 2017 | KOFRA Film Awards                            | Лучший актёр второго плана                            | Ма Дон Сок                                  | Победа    | [ 37 ]               |
| 2017 | KOFRA Film Awards                            | Открытие года                                         | Ён Сан Хо                                   | Победа    | [ 37 ]               |
| 2017 | Director’s Cut Awards                        | Genre Award                                           | Поезд в Пусан — Ён Сан Хо                   | Победа    | [ 38 ]               |

## Приквел и продолжение
Анимационный приквел «Станция Сеул» режиссёра и сценариста Ён Сан Хо вышел на экраны 18 августа 2016 года.
Сиквел фильма под названием «Поезд в Пусан 2: Полуостров», в котором Ён Сан Хо вновь выступает сценаристом и режиссёром, вышел 15 июля 2020 года. События в фильме разворачиваются спустя четыре года после «Поезда в Пусан».
В российском прокате также выходили южнокорейские фильмы «Корабль в Пусан» («Охота на волка», 2022) и «Зомби: Из Пусана в Гангнам» («Зомби Каннама», 2023). Они не имеют отношения к вышеуказанным фильмам, а Пусан не является местом действия.

## Ремейк
В декабре 2016 года права на англоязычный ремейк приобрела французская киностудия Gaumont. 25 сентября 2018 года кинокомпания New Line Cinema выиграла торги на производство американского ремейка, обойдя такие студии, как Universal Pictures, Paramount Pictures, Lionsgate и Screen Gems. Предполагалось, что сценарий ремейка напишет Гари Доберман, а Джеймс Ван выступит продюсером. В феврале 2021 года был назначен режиссёр Тимо Тьяджанто, предстоящий фильм получил название «Последний поезд в Нью-Йорк». В июле 2022 года киностудия убрала ремейк из графика релизов.